# Regulace rodných jmen
Regulace křestních nebo rodných jmen se v jednotlivých zemích a obdobích značně liší. V některých státech je možno dávat dětem pouze jména z předem nadefinovaného seznamu (například ve Francii, kde je tak znemožněno dávat dětem i stará bretoňská jména), v jiných existují procesní pravidla pro posuzování a schvalování neobvyklých jmen, v mnoha zemích pevná omezení neexistují (například v Texasu).

## Církevní regulace
Římský katechismus od 16. století nařizoval dávat dětem jména svatých.
Od 17. století Ritual Romanum varoval před jmény bájeslovnými, pohanskými, směšnými a neslušnými.
Kodex kanonického práva z roku 1983 ve svém kánonu 855 uvádí: Rodiče, kmotři a farář mají dbát o to, aby nebylo dáváno jméno cizí křesťanskému cítění.

## Československo a Česko
Od 1. ledna 1950 omezily volbu rodného jména vyhlášky vydané na základě zmocnění v § 28 zákona č. 268/1949 Sb., o matrikách. Omezení upřesňovala nejprve prováděcí vyhláška č. 182/1959 Ú. l., s účinností od 1. července 1977 pak § 40 prováděcí vyhlášky ministerstva vnitra č. 22/1977 Sb.
Od 1. července 2001 platí nový Zákon č. 301/2000 Sb., o matrikách, jménu a příjmení a o změně některých souvisejících zákonů, jehož § 18 a § 61 až § 67 se týká volby a zápisu rodných jmen.
Dřívější vyhláška a nynější zákon obsahují například tato omezení:
- Zapsáno mohlo být od 1. 1. 1950 pouze jedno rodné jméno. Od 1. 7. 2001, tj. po nabytí účinnosti zákona č. 301/2000 Sb., o matrikách, jménu a příjmení a o změně některých souvisejících zákonů, je možné používat dvě jména (a to buď se spojovníkem, nebo oddělená mezerou). Omezení počtu jmen se nevztahuje na případy, kdy dítě ani jeho rodiče nemají české občanství.
- Zápis jmen zkomolených, zdrobnělých nebo domáckých nelze připustit
- Není přípustné, aby osobě mužského pohlaví bylo dáno jméno ženské, a naopak
- Nelze zapsat jméno, které již má žijící sourozenec, mají-li sourozenci společné rodiče

V dřívější právní úpravě (§ 40 vyhl. 22/1977 Sb.) bylo a v současnosti je, nyní již bez explicitní zákonné opory, uplatňováno ještě omezení, že nebylo přípustné, aby jako jméno bylo dáno dítěti jméno neosobní (tj. označení věcí, dnů apod.) anebo jméno, které se užívá jako příjmení.
Ve správní praxi byla a je uplatňována zásada, že lze zvolit jen jméno doložené, existující, a tedy že není přípustné vymyslet nové jméno. Tento požadavek však není v zákoně č. 301/2000 Sb. explicitně uveden a nebyl obsažen ani ve vyhlášce č. 22/1977 Sb.
V některých případech matrika (matriční úřad) odmítne neobvyklé jméno zapsat a požaduje znalecký posudek. Za vypracování znaleckého posudku v případě pochybnosti o správné pravopisné podobě jména platí na základě § 62 odst. 1 zákona 301/2000 Sb. rodiče dítěte, na nichž leží důkazní břemeno. Postup posuzování v případě, netýká-li se pochybnost pravopisné podoby jeho jména, ale jeho přípustnosti, zákon neřeší.
V roce 2018 bylo pět soudních znalců v oboru „ověřování podob jmen a příjmení z hlediska zákonných ustanovení usměrňujících jejich zápis do osobních dokladů“: Ústav pro jazyk český Akademie věd České republiky, Miloslava Knappová, Jana Valdrová a další dvě osoby. Pokud matrikář zápis odmítne, mohou rodiče podat odvolání ke krajskému úřadu a v případě zamítnutí podat správní žalobu. Pokud některá matrika určité jméno schválí, ministerstvo vnitra tuto informaci distribuuje i ostatním matrikám.
Neurčí-li rodiče přípustné jméno do 1 měsíce od narození dítěte, je matrika povinna ohlásit tuto skutečnost soudu a ten o jménu rozhodne.

## Švédsko
Švédským rodičům udělil soud v Halmstadu v roce 1996 pokutu za to, že do 5 let věku dítěte narozeného v roce 1991 nezaregistrovali jeho jméno (rodiči zvolené jméno úřady odmítaly zaregistrovat). V reakci na uložení pokuty a na protest proti švédským zákonům o pojmenovávání se rodiče pokusili zaregistrovat jméno Brfxxccxxmnpcccclllmmnprxvclmnckssqlbb11116 s výslovností „Albin“. Soud jméno odmítl a trval na zaplacení pokuty. Soud zamítl rovněž změnu pravopisu jména na pouhé „A“.
V roce 2008 Švédsko pravidla pro výběr jmen výrazně uvolnilo. Některá slova (například sprostá slova nebo urážlivá pojmenování) jsou však formou seznamu zakázána.
V roce 2007 údajně úřady neměly námitky proti chlapeckému jménu Google, zatímco dívčí jméno Metallica nejprve zakázaly a pak povolily. V roce 2008 úřady zamítly chlapecké jméno Lego, avšak soud rozhodnutí zrušil a jméno tak povolil. Povolena byla jména Pepsi nebo Falcon, zakázáno bylo chlapecké jméno znamenající v překladu Šrot a dívčí jméno IKEA. K roku 2008 žilo ve Švédsku 11 osob s křestním jménem Sailor (Námořník), 12 se jménem Twilight (Soumrak), 6 chlapců je pojmenováno po automobilu Pontiac, 8 dívek se jmenuje v překladu Kočka a 11 dětí Mír, 1 chlapec se jmenuje Pavouk a 1 chlapec Cukr.
V roce 2009 úřady na jihu Švédska podle listu Local zakázali rodičům dát dítěti jméno Alláh s odůvodněním, že takové jméno by mohlo nositele urážet nebo by mu mohlo způsobit nepříjemnosti. V kraji Jämtland úřady a soudy zakázaly dát chlapci jméno Q s odůvodněním, že jméno nesplňuje základní lingvistické požadavky, avšak po námitce rodičů, že chlapec na jméno slyší, na konci září 2009 švédský nejvyšší soud zamítavé rozsudky zrušil a jméno tak potvrdil.

## Sovětský svaz
Po Říjnové revoluci si pravověrní marxisté vymýšleli pro své děti jména typu Vladlen (Vladimír Lenin), Stalina, Jiskra, Kim (Komunistická internacionála mládeže) nebo Kir (Komunistická internacionála).